# Maciço do Gran Paradiso
O Maciço do Gran Paradiso (em italiano:  Massiccio del Gran Paradiso e  em francês:  Massif du Grand Paradis) é um maciço dos Alpes Ocidentais na sua divisão dos Alpes Graios que se encontra no Vale de Aosta, na Itália, e cujo ponto culminante de 4061 m de altitude é justamente o cume do Gran Paradiso, e assim faz parte dos cumes dos Alpes com mais de 4000 metros.
Na metade ocidental do maciço encontra-se o Parque nacional Gran Paradiso, que foi criado em 1922, sendo o primeiro da Itália.

## Situação
De rocha metamórfica, o maciço está delimitado a norte pelos Alpes Peninos, e a sul pelos Alpes Graios. Este maciço conta uma vintena de montanhas ou picos com mais de 3300 m de altitude e cerca de 15 glaciares.

## Etimologia
O nome italiano de "Gran Paradiso" é de etimologia popular já que é de facto uma italianização de um antigo nome do "patois" local, o piemontês Grand Parei que quer dizer Grande Parede.

## SOIUSA

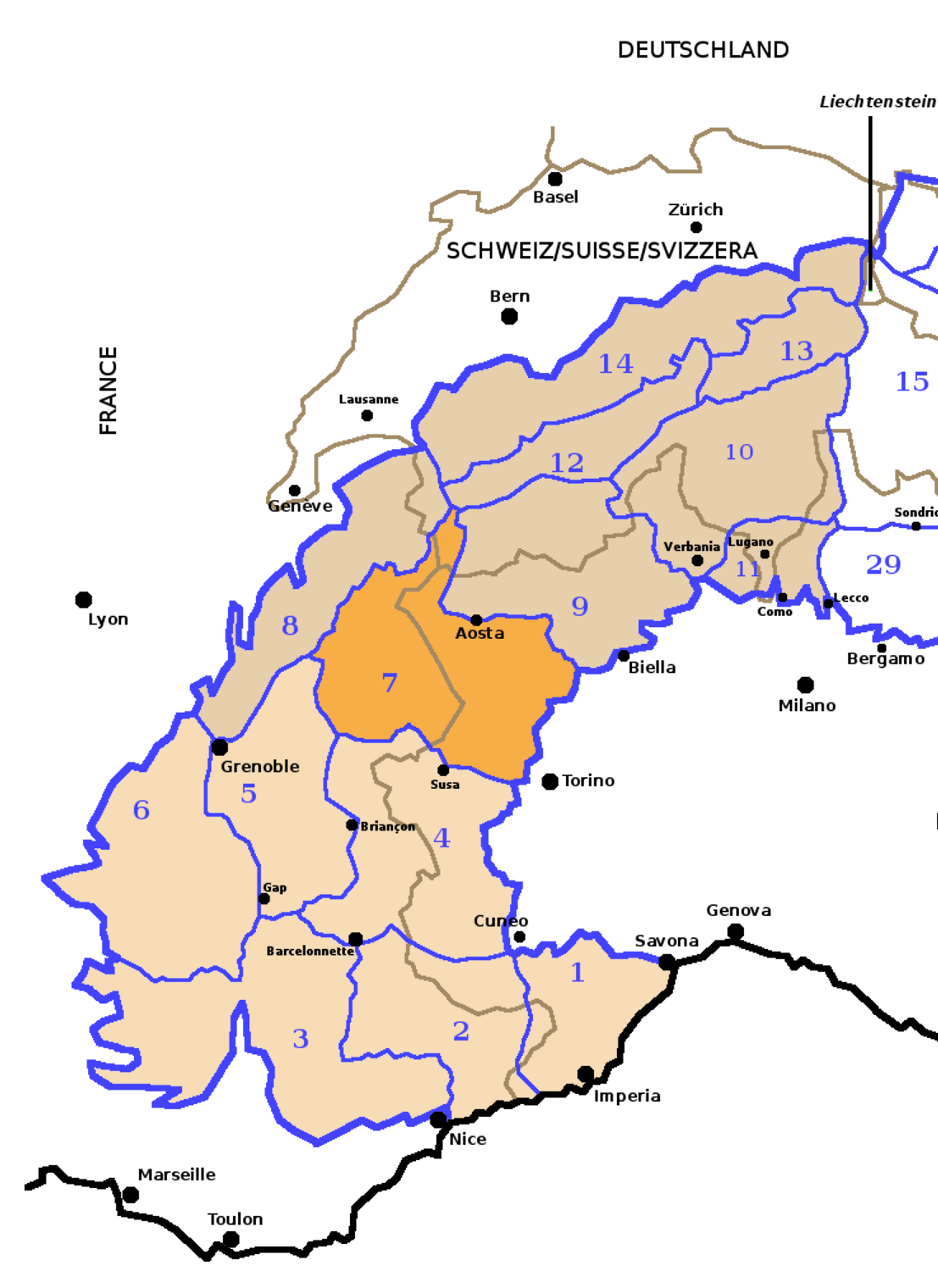
Zona de localização 7

A Subdivisão Orográfica Internacional Unificada do Sistema Alpino (SOIUSA) criada em 2005, dividiu os Alpes em duas grandes partes: Alpes Ocidentais e Alpes Orientais, separados pela linha formada pelo Rio Reno - Passo de Spluga - Lago de Como - Lago de Lecco.
Os Alpes de Lanzo e da Alta Maurienne, Alpes da Vanoise e do Grande Arc, Alpes da Grande Sassière e do Rutor, Alpes do Grand Paradis, Alpes do Monte Branco, e Alpes do Beaufortain formam os Alpes Graios.

### Classificação  SOIUSA
Segundo a SOIUSA este acidente orográfico chama-se Alpes do Grand Paradis e é uma Sub-secção alpina com a seguinte classificação:
- Parte = Alpes Ocidentais
- Grande setor alpino = Alpes Ocidentais-Norte
- Secção alpina = Alpes Graios
- Subsecção alpina = Alpes do Gran Paradiso
- Código = I/B-7.IV